# Astúries
|  | Per a altres significats, vegeu «Regne d'Astúries». |

Astúries, o també el Principat d'Astúries (asturià: Principáu d'Asturies, eonavienc: Principao d'Asturias, castellà: Principado de Asturias), és un país constituït en una comunitat autònoma d'Espanya, situada al nord de la península Ibèrica. Limita al nord amb la mar Cantàbrica, a l'oest amb Galícia, al sud amb Castella i Lleó i a l'est amb Cantàbria.
La seva capital és la ciutat d'Oviedo/Uviéu, però la ciutat més poblada és Gijón/Xixón. Té dues llengües pròpies que no tenen estatus d'oficialitat: l'asturià i l'eonavienc. El Dia d'Astúries se celebra cada 8 de setembre. Coincideix amb la festivitat de la Verge de Covadonga, la Santina, patrona d'Astúries. La festa, establerta per la Llei 5/1984, de 28 de juny, se celebra institucionalment cada any a la localitat que determini el Consell de Govern del Principat d'Astúries.

## Toponímia
El terme Astúries prové del nom dels antics pobladors, els àsturs, els primers habitants de les vores del riu Astura (Esla) fins a l'arribada dels romans. Astura, que abans es deia Estura o Estula, prové de l'arrel celta -stour que significa "riu". Aquest topònim apareix també a Bretanya. A la Gran Bretanya encara hi ha tres rius amb el nom de Stour, a Kent, Stuffolk i Dorset. A la desembocadura de l'Elba (riu) hi ha un altre riu Stör, que abans es deia "Sturia". També, al Piemont hi vivia la tribu celta dels esturi, prop d'un riu que es deia Stura. La mateixa arrel s'ha conservat fins a l'actualitat en el gaèlic ster i el bretó stour, que també signifiquen "riu".

## Història
Ocupada per grups humans des del Paleolític inferior, durant el superior la regió es va caracteritzar per les pintures rupestres de l'est de la Comunitat. En el Mesolític s'hi va desenvolupar una cultura original, l'Asturià. A l'edat del bronze, la zona es caracteritzà pels megalits i túmuls. A l'edat de ferro, el territori va estar sotmès a la influència cultural celta.
Després de més d'un segle sense presència estrangera, els visigots van ocupar el territori en el segle vi, que acabaria a principis del segle viii amb la invasió musulmana. El territori, com havia succeït amb Roma i Toledo, no va ser fàcil de sotmetre, establint-se el 722 una independència de facto com a Regne d'Astúries. La monarquia asturiana donaria pas en el segle x al Regne de Lleó. Durant els segles medievals, l'aïllament propiciat per la serralada cantàbrica i la poca vocació marinera dels naturals fa que les referències històriques siguin escasses. Després de la rebel·lió del fill d'Enric II de Trastàmara, s'estableix el Principat d'Astúries.
En el segle xvi el territori va arribar per primera vegada als 100.000 habitants, fet que provocà la seva duplicació l'arribada del blat de moro americà en el segle següent.
El 8 de maig de 1808, la Junta General del Principat d'Astúries declara la guerra a França, essent el primer organisme oficial d'Espanya en fer aquesta passa. L'1 de gener de 1820, l'oficial Rafael del Riego se subleva a Cadis proclamant la Constitució Espanyola de 1812.
A partir de 1830 comença l'explotació del carbó, iniciant la revolució industrial a la Comunitat. Més tard s'establiria la indústria siderúrgica i la naval.
El 5 d'octubre de 1934 es va produir una rebel·lió (la revolució de 1934), principalment de miners, contra l'entrada de la CEDA en el govern.
La guerra civil va produir la divisió de la regió en dos bàndols des del 19 de juliol, acabant el conflicte el 20 d'octubre de 1937.
Després de 20 anys d'estancament econòmic, en els seixanta, es va produir la definitiva industrialització de la regió. L'antiga Ensidesa, avui Arcelor, amb dues grans factories a Avilés i Veriña, va ser el principal impuls de l'important creixement econòmic fins als 80. Amb la incorporació a la Unió Europea de l'Estat, l'altra font tradicional de riquesa, el carbó, va patir de la "reconversió minera". El carbó ja no es considerava essencial com a recurs energètic i el seu alt cost d'extracció va provocar un canvi total de l'economia asturiana. Avui el creixement econòmic està condicionat per l'envelliment de la població i la manca d'infraestructures. L'últim intent de revitalització es basa en la creació d'un model metropolità nou, "Ciudad Astur". Ja que el 80% de la població es concentra a la zona central (Avilés, Xixón i Uvieu), se suposa que la creació d'aquesta nova entitat, amb una població de 800.000 persones, es pot convertir en un pols de serveis i indústria capaç de competir amb altres ciutats en l'àmbit de l'Arc Atlàntic Europeu.

## Geografia

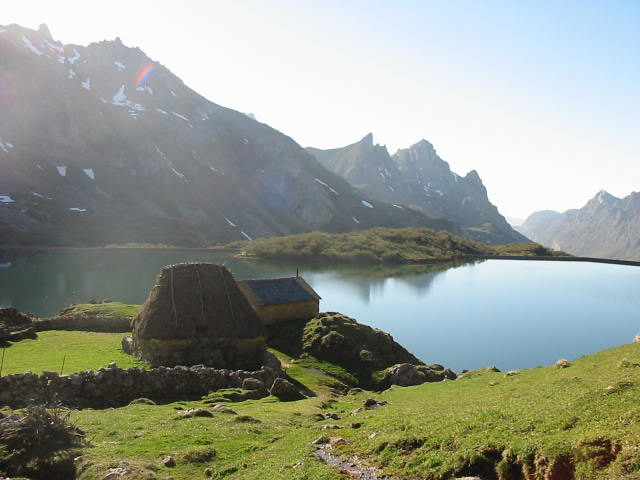
Somiedo

Astúries es troba a la costa septentrional d'Espanya, entre Galícia a l'oest, Cantàbria a l'est, Castella i Lleó al sud i la mar Cantàbrica al nord. La serralada Cantàbrica constitueix la frontera natural d'Astúries amb la província de Lleó al sud. La serralada de l'est, el Parc Nacional dels Pics d'Europa contenen els pics més alts i espectaculars d'Astúries, amb una altitud màxima al pic de Torrecerredo amb 2648 m. També s'hi troben el Parc Natural de Redes, de pedra calcària al centre-est, les Ubiñas al sud d'Uvieu, i el Parc Natural de Somiedo a l'est. Les muntanyes Cantàbriques ofereixen nombroses oportunitats per escalar, esquiar i explorar, i s'estenen des de Galícia a l'est cap a Cantàbria a l'est.
A la costa asturiana s'hi troben les platges del Silencio, el poble de Cuideiru i les platges al voltant de Llanes, com ara Barru i Torimbia. El clima d'Astúries, és molt més variats que no pas el clima de les regions al sud del país. Els estius són, generalment, humits i calorosos acompanyats d'algunes precipitacions. Els hiverns són lleugerament freds, sobretot a les muntanyes, cobertes de neu des de novembre fins al maig. Tant la pluja com el sol són característiques regulars dels hiverns asturians. La precipitació anual és de 900 mm, i s'incrementa en allunyar-se de la costa, amb un màxim de 1800 mm als Pics d'Europa. Atesa la humitat i la vegetació d'Astúries, el principat és conegut com l'Espanya verda.

### Entorn natural
Es tracta d'una comunitat muntanyosa i costera que compta amb nombrosos i coneguts enclavaments naturals (alguns d'ells protegits com a parcs nacionals, naturals o com a reserves de la biosfera); cal destacar:
- Cima de l'Angliru
- Picu Urriellu
- Picos de Europa

- Reserves de la Biosfera
  - Parque Natural de Redes
  - Parque Natural de Somiedo
  - Reserva Natural Integral del Bosque de Muniellos
  - Reserva de la Biosfera Ríu Eo, Oscos e Terras de Burón
  - Parc Natural de Las Ubiñas-La Mesa
  - Parc Natural de Ponga

### Vegetació d'Astúries
La vegetació és variable a les muntanyes d'Astúries segons l'altitud. A les parts més baixes hi ha alzines i pins a les zones seques, i roures i faigs a les humides. A la muntanya hi ha boscos frondosos de fulla caduca i, més amunt, boscos de coníferes. Per damunt dels 2.000 metres, només hi ha prats. A la part on toca al mar Cantàbric la vegetació és molt abundant i variada gràcies a les pluges. Consta d'arbres de fulla caduca, com roures castanyers i faigs, i de prats naturals.

## Organització política

### Institucions de govern
L'organització i l'estructura política del Principat d'Astúries és regit per l'Estatut d'Autonomia aprovat el 1981. Segons l'Estatut, el govern asturià es divideix en tres òrgans institucionals: la Junta General, el Consell de Govern i el President. La forma de govern del Principat es basa en el parlamentarisme: la Junta General és el cos legislatiu que elegeix, en nom del poble, el President del Principat d'Asturies. El President del Principat d'Asturies és el del Consell de Govern, el cap de la branca executiva, i és responsable davant la Junta General, la qual, amb una moció de censura o qüestió de confiança pot cessar les seves funcions.
El poder legislatiu recau sobre la Junta General, integrada pels representants del poble asturià. Entre les seves funcions estan l'aprovació dels pressupostos, i l'orientació i control de l'acció del Consell de Govern. La Junta està integrada per 45 diputats, electes per un període de quatre anys per mitjà del sufragi universal dins un sistema de representació proporcional en què l'assignació de diputats es basa en el mètode D'Hondt.

### Divisió administrativa
Vegeu també: Comarques d'Astúries
El Principat està dividit en 78 consells, equivalents, legalment, al concepte de municipi. Els consells, al seu torn, estan dividits en parròquies, que no coincideixen necessàriament amb les parròquies eclesiàstiques. Cada parròquia està formada per barris. Encara que l'Estatut parla de la possibilitat de l'ordenació a partir de comarques, encara no s'han conformat. En termes electorals, Astúries està dividida en tres circumscripcions. En termes judicials, Astúries es divideix en 18 partits judicials.

## Economia
El sector primari de l'economia del Principat està en retrocés i ocupa aleshores el 6% de la població activa, dedicada a la ramaderia vacuna, l'agricultura (blat de moro, patata, poma) i la pesca. La mineria de carbó encara és molt important, encara que no ocupa el paper predominant de fa un segle. El sector secundari ocupa al 30% de la població activa en indústries com ara la siderúrgia, la indústria dels aliments, d'armament, química, i de fabricació d'equip de transportació. El sector terciari ocupa el 65% de la població activa, sobretot als centres urbans, i impulsat pel creixent turisme.

## Demografia

### Dinàmica de població

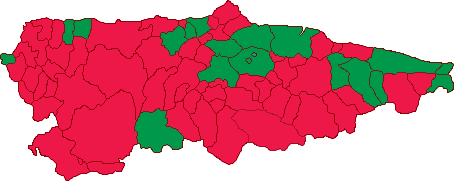
Creixença de població d'Astúries. En vermell els consells amb taxes negatives, en verd els consells amb taxes positives

La població actual es caracteritza per posseir la més alta taxa de mortalitat d'Espanya (12 per mil) i la més baixa taxa de natalitat (6 per mil), de manera que des del 1987 la població ha estat decreixent, encara que les ciutats grans mantenen la seva població. La taxa de migració neta és negativa; el flux d'emigrants es dirigeix principalment a la Comunitat de Madrid i a Castella i Lleó.
La capital del Principat és Uviéu. Les ciutats més importants són situades a la zona central del Principat i la població va descendint des de la mar cap a les muntanyes de l'interior. La ciutat més poblada és Xixón amb 273.932 habitants, seguida d'Uviéu, la capital, amb 212.174 i Avilés amb 84.171, encara que aquesta té una àrea metropolitana de 130.000 habitants. La població total d'Astúries és d'1.076.635 habitants.

### Llengües
El castellà és l'únic idioma que gaudeix de l'estatus d'oficialitat al Principat. Això no obstant, l'idioma originari de la major part d'Astúries és l'asturià, que està protegit però no oficialitzat. Deriva directament del llatí. El primer text que es coneix en asturlleonès és la Nodicia de Kesos que data de l'any 959; sent el primer document normatiu escrit en asturià el Fur d'Avilés, que data de l'any 1085. L'asturià té algunes variants dins del Principat. Així mateix, existeixen dialectes de la mateixa arrel asturlleonesa a les zones d'antic domini del Regne de Lleó, com a Lleó, Zamora o la província del Tras-os-Montes a Portugal.
A part de l'asturlleonès, entre els rius Eo i Navia es parla eonavienc. Filològicament està adscrit al grup lingüístic gallec-portuguès, com demostren els textos més antics conservats en aquesta llengua, presentant alguns trets semblants a l'asturià occidental. Com en el cas de l'asturià i, encara que s'ensenyi al sistema educatiu a les zones on es propi, l'eonavienc tampoc té estatus jurídic de llengua oficial.

## Cultura

### Art
Astúries posseeix un ric llegat artístic del qual destaca una arquitectura autòctona preromànica (Art asturià) amb monuments com Santa María del Naranco i San Miguel de Lillo (Uviéu), Tots dos i juntament amb la Fuente de Foncalada formen part del patrimoni Mundial de la Humanitat segons la UNESCO.

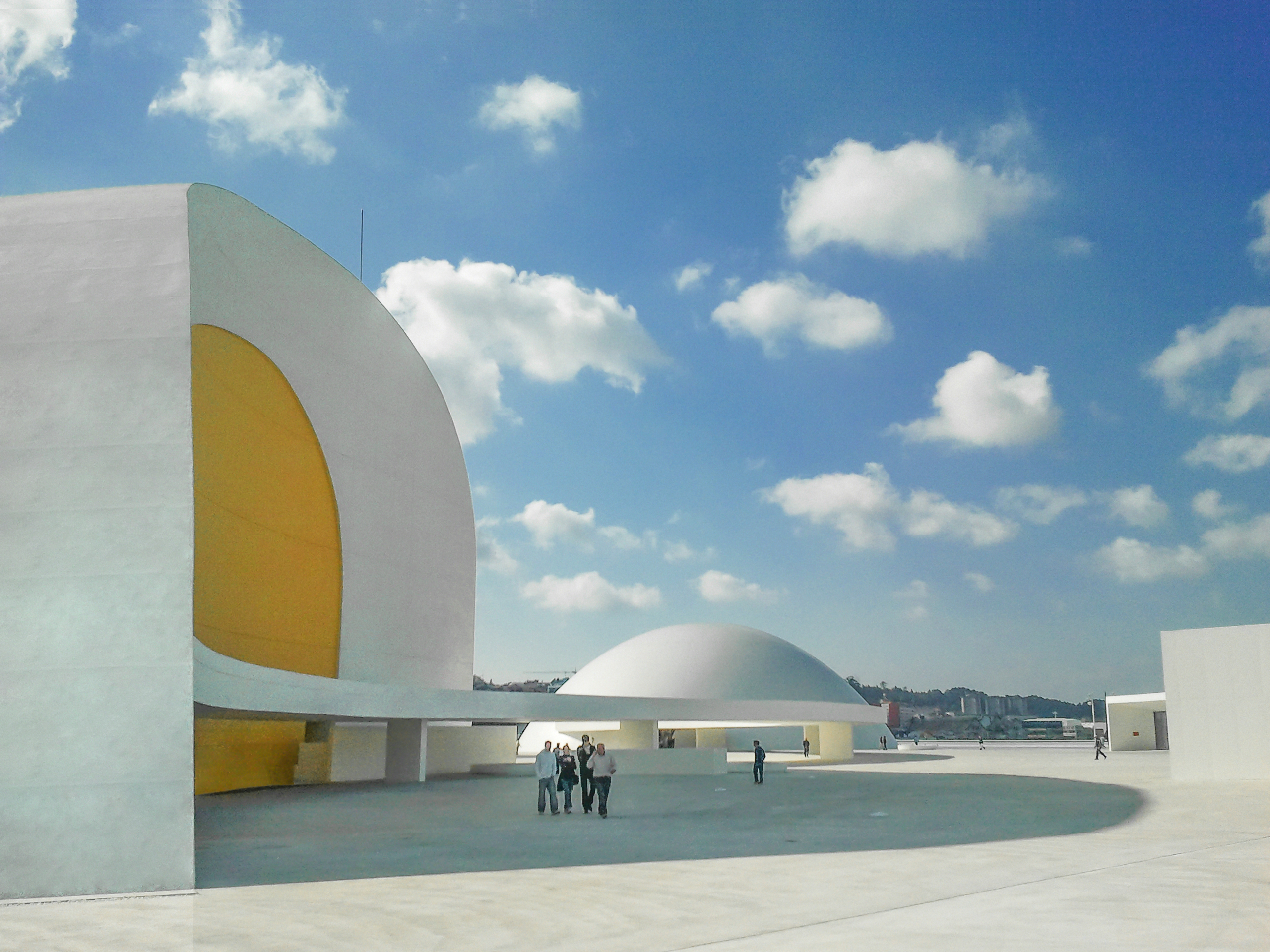
Centro Niemeyer

L'art romànic està molt present, ja que tota la regió estava creuada per una de les rutes jacobees. En destaca el monestir de San Pedro de Villanueva (prop de Cangues d'Onís) i Santa María del Junco (Ribadesella).
El gòtic no és abundant, encara que existeixen bones mostres d'aquest estil com la Catedral de Sant Salvador a Uvieu.
Entre els pintors del segle xx destaquen Darío de Regoyos (1857-1913) i Evaristo Valle (1878-1951).

#### Arquitectura delseglexxi

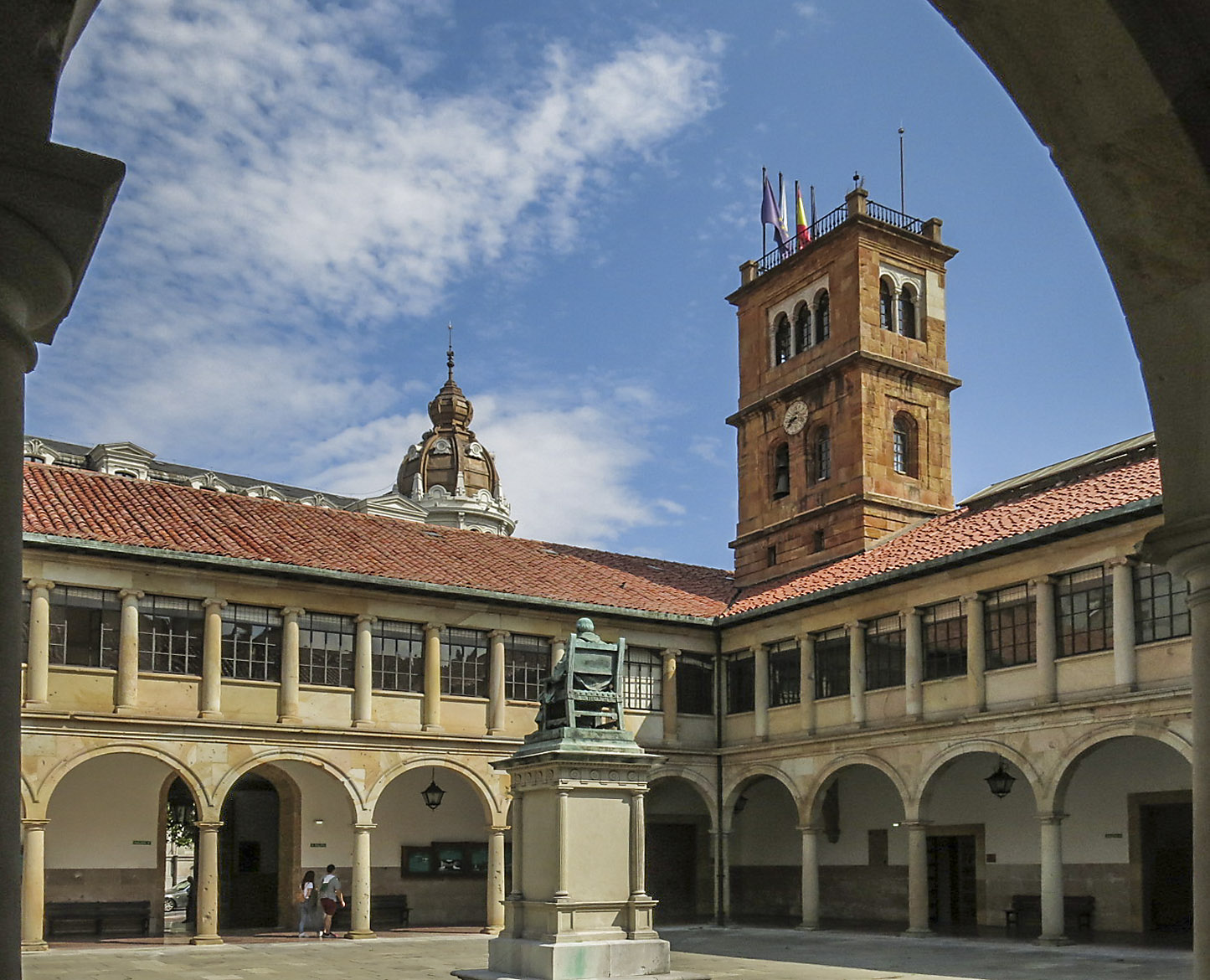
Claustre de l'edifici històric de la Universitat d'Oviedo

Alguns exemples d'arquitectura internacional són:
- La Laboral Ciutat de la Cultura, a Gijón
- El Palau de congressos (dissenyat per Santiago Calatrava) a Uviéu
- El Centre Cultural Internacional Oscar Niemeyer a Avilés
- Claustre de l'edifici històric de la Universitat d'Oviedo

### Gastronomia
Té elements que l'emparenten amb la cuina gallega, normanda i bretona.
El plat més conegut és la fabes, potent àpat fet amb fabes, acompanyades per xoriço, botifarró, cansalada, i pernil. Això se serveix a part i es coneix amb el nom de compango. A més destaca la varietat de peixos frescos del cantàbric i la qualitat de la seva carn de vedella i de bou.
Existeixen més de cent varietats diferents de formatges artesans, dels que el de cabrales és el més popular. Si es prefereixen unes postres dolces, el més tradicional és l'arròs amb llet.
La beguda asturiana per excel·lència és la sidra.

### Literatura
Entre les seves personalitats cal destacar:
- Alejandro Casona
- Gaspar Melchor de Jovellanos (1744-1811)
- Ramón Pérez de Ayala (1880-1962)
- Mariano Antolín Rato (Gijón, 1943)

### Música
La música i la dansa són variades i pròpies. L'instrument més característic és la gaita de tres tubs, que es fa servir en nombroses danses populars.